# José Alfredo Reygadas
José Alfredo Reygadas (Ciudad de México, 13 de agosto de 1969) es un empresario mexicano establecido en el área metropolitana del Sur de la Florida (Estados Unidos). 
Es el presidente del Storm Football Club. Desde 2001 preside la empresa de consultoría financiera y legal "Reygadas & Associates" y es fundador y director ejecutivo de la empresa de representación deportiva y eventos deportivos "Reygadas Sport Group", que fue la encargada de organizar las giras de la selección de fútbol de España en el continente americano entre 2010 y 2012. También es vicepresidente de "Casa Media Partners", grupo que controla 10 estaciones de radio, la cadena de televisión MundoFox en Denver y dos canales de DirecTV.
Anteriormente fue vicepresidente de HBO Latin America Group (2000-2001), vicepresidente de SportsYa.com (1998-2000), vicepresidente de Universal Studios Music Division, Universal Music Latin America y Universal Music Publishing Latin America (1996-1998), además de director de negocio y asuntos legales de BMG en México (1993-1995).
Es Juris Doctor por la Universidad Panamericana y Legum Magister por la Universidad de Notre Dame. 
En 2013, su empresa "Reygadas & Associates" intervino como coordinadora de la due diligence para el grupo GEM (Global Emerging Markets) en la oferta de compra del Valencia Club de Fútbol, y en 2014 en otra oferta para comprar el Real Sporting de Gijón.